# Epifungium hartogi
Epifungium hartogi is een slakkensoort uit de familie van de Epitoniidae. De wetenschappelijke naam van de soort is voor het eerst geldig gepubliceerd in 2003 door A. Gittenberger.